# Prato della Valle
Prato della Valle (veneto: Prà de ła vałe) is een plein in de Italiaanse stad Padua.
Het plein is met zijn 90.000 m² het grootste plein van Italië en een van de grootste pleinen van Europa. Het is elliptisch van vorm. In het midden van het plein, ligt omgeven door een watergang, het Isola Memmia. Daar omheen staan twee ringen van standbeelden opgesteld.
In een uithoek van de Prato della Valle staat de Basilica di Santa Giustina, de grootste kerk van de regio Veneto.

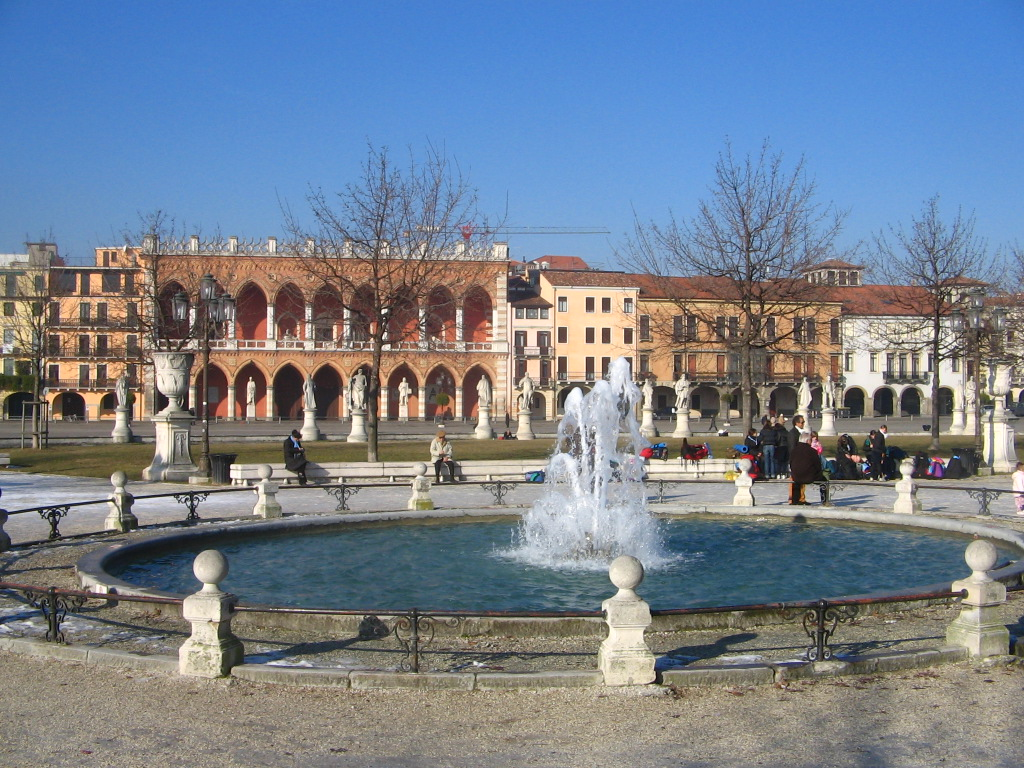
fonteinen op Prato della Valle
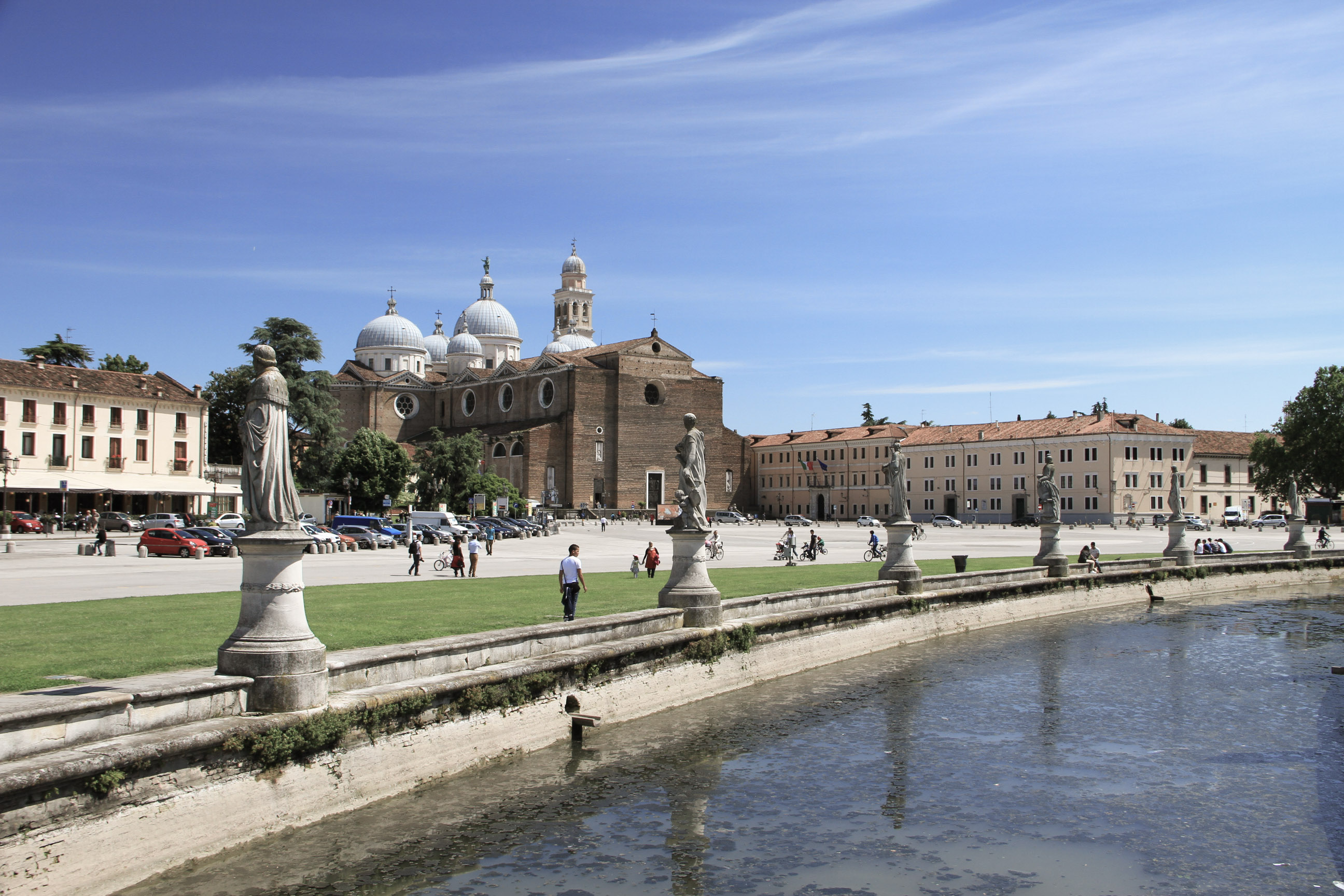
Basilica di Santa Giustina